# Skyjet
Skyjet è un videogioco pubblicato da Mastertronic nel 1985 per Commodore 64, in cui si controlla un elicottero in azioni sia di combattimento sia di trasporto. Uscì direttamente in edizione economica e le riviste di settore lo giudicarono con valutazioni da medie a molto buone.

## Modalità di gioco
La scena è bidimensionale, con visuale di lato su un ambiente a scorrimento orizzontale nei due sensi, largo complessivamente circa quattro schermate. Il paesaggio è composto da zone di terra e di mare viste in sezione.
L'elicottero può muoversi nelle quattro direzioni, con un parziale effetto della gravità, ovvero si perde continuamente quota quando non si spingono i controlli in nessuna direzione. Può sparare in orizzontale e sganciare bombe di profondità. L'elicottero può sopportare più colpi prima di perdere una vita, ma non c'è un indicatore dell'energia.
I nemici principali sono navi oppure carri armati, indistruttibili, che pattugliano il mare o le isole sparando proiettili contraerei che provocano vaste esplosioni in cielo. Successivamente compaiono caccia e velivoli futuristici che attraversano l'area orizzontalmente e possono essere colpiti. Inoltre, dei sottomarini di rifornimento attraversano uno alla volta tutta l'area di gioco; di per sé sono innocui, ma se riescono a passare viene intensificata la forza del nemico.
Uno alla volta, in punti diversi della terraferma, compaiono dei pacchi di rifornimenti che l'elicottero deve raccogliere e sganciare sopra un'apposita area di costruzione. Per ogni pacco consegnato un'installazione prende sempre più forma, e per completare un livello bisogna terminarla.